# Чуенков, Виктор Сергеевич
Виктор Сергеевич Чуенков — советский хозяйственный, государственный и политический деятель.

## Биография
Родился в 1908 году в Пензе. Член КПСС.
С 1929 года — на хозяйственной, общественной и политической работе. В 1929—1972 гг. — техник лесоустроительной партии на Урале, заместитель директора Пензенского лесотехнического техникума, директор завода Наркомлеса СССР в Пензенской области, начальник Главного Управления сульфатной промышленности при Совнаркоме СССР, заместитель Народного комиссара лесной промышленности СССР, заместитель Народного комиссара вкусовой промышленности СССР начальник Главлесоспирта при Совете Народных Комиссаров СССР, заместитель Министра лесной и бумажной промышленности СССР, главный редактор журнала «Лесная промышленность», главный специалист, начальник отдела лесной, деревообрабатывающей и бумажной промышленности Госплана СССР.
За разработку и внедрение в промышленность новых клеящих веществ для спичечного производства был в составе коллектива удостоен Сталинской премии за выдающиеся изобретения и коренные усовершенствования методов производственной работы 1950 года.
Умер в Москве после 1980 года.